# Xã Signal, Quận Charles Mix, Nam Dakota
Xã Signal (tiếng Anh: Signal Township) là một xã thuộc quận Charles Mix, tiểu bang Nam Dakota, Hoa Kỳ. Năm 2010, dân số của xã này là 59 người.